# Stazione di Minami-Otaru
La stazione di Minami-Otaru (南小樽駅?, Minami-Otaru-eki) è una stazione ferroviaria di Otaru ed è gestita da JR Hokkaido. Fino al 1962 la stazione era capolinea della breve linea Temiya, in seguito disattivata.

## Linee

### Treni
JR Hokkaido
Linea principale Hakodate

### Binari
La stazione è dotata di un marciapiede a isola con due binari laterali, collegati al fabbricato viaggiatori da un sottopassaggio. Sono presenti tornelli automatici di accesso e una biglietteria aperta dalle 5:30 alle 00:30.
| 1 | ■ Linea Hakodate | per Teine, Sapporo, Iwamizawa e Aeroporto di Shin-Chitose |
| 2 | ■ Linea Hakodate | per Otaru. Yoichi e Kucchan                               |

## Stazioni adiacenti
| «                         | Servizio                  | »                         |
| Linea principale Hakodate | Linea principale Hakodate | Linea principale Hakodate |
| ------------------------- | ------------------------- | ------------------------- |
| Otaru                     | Tutti i treni             | Otaru-Chikkō              |